# رنه کربن
رنه کربن (فرانسوی: René Courbin‎) بازیکن فوتبال اهل فرانسه بود.
وی همچنین به‌همراه تیم ملی فوتبال فرانسه در بازی‌های المپیک تابستانی ۱۹۴۸ شرکت کرده‌است.